# 乌克兰国家调查局 (2005年)
国家调查局（烏克蘭語：Державне Розслідувань України）是乌克兰的司法调查机关，特别是针对危害大的犯罪与反腐败。

## 历史
2005年乌克兰总统维克托·尤先科组建该机构。隶属于乌克兰总检察长。